# Депортация крымских народов
Депортация крымских народов — насильственное выселение с территории Крымского полуострова населяющих его народов: русских немцев 28 августа 1941 г., итальянцев 29  января и 8—10 февраля 1942 г., крымских татар 18—19.05.1944 г., а затем армян, болгар, греков 24—27 июня 1944 г. С собой могли взять всё, что могли унести, то есть самое необходимое. Недвижимое имущество было конфисковано и впоследствии занято другими людьми. Депортированных помещали в спецпоселения с ограничением по перемещению и правам, и именовали спецпоселенцами.

## Депортация немцев
В августе 1941 года было депортировано более 60 тысяч российских немцев .
Хотя Указ о переселении немцев появился 28 августа 1941 года и относился только к немцам Поволжья, 18 августа началась депортация немцев Крыма. Быстрое наступление немецких войск не позволило советским функционерам провести массовое переселение семей, поэтому вывозились в первую очередь мужчины призывного возраста. Вместе с тем, депортация была полной и проходила в кратчайшие сроки. По воспоминаниям очевидцев, в 4 утра в день депортации населению деревень Нейзац и Фриденталь было дано распоряжение в полном составе семей в течение получаса прибыть на сборный пункт с суточным пайком и сменой белья.

## Депортация итальянцев
В результате Керченско-Феодосийской десантной операции были освобождены Керчь и Керченский полуостров. 28-29 января и 8-10 февраля 1942 года по распоряжению НКВД были высланы в Казахстан (Атбасарский район) почти все итальянские семьи из Керчи, в основном члены итальянского колхоза им. Сакко и Ванцетти (около 700 чел., вместе с членами семей). На сборы давалось два часа, с собой разрешалось взять не более 8 кг на человека. Уже после прибытия на спецпоселение мужчин через военкомат мобилизовали в Трудармию (где находились с ноября 1942 г., большинство по июль 1946 г.) где содержались под охраной и работали на строительстве Челябинского металлургического комбината, на шахтах в Караганде и в других местах.

## Депортация крымских татар

### Подробности
Депортация продолжилась сразу после освобождения Крыма.
Следующим депортированным народом стали крымские татары. Органы внутренних дел СССР (НКВД СССР) по постановлению ГКО № 5859сс от 11 мая 1944 г. https://ru.wikisource.org/wiki/%D0%9F%D0%BE%D1%81%D1%82%D0%B0%D0%BD%D0%BE%D0%B2%D0%BB%D0%B5%D0%BD%D0%B8%D0%B5_%D0%93%D0%9A%D0%9E_%E2%84%96_5859%D1%81%D1%81_%D0%BE%D1%82_11.05.44 18 мая 1944 года приступили к переселению. В этом случае депортация проводилась массово, в основном семьями. Называется количество депортированных более 180 тысяч человек. Вместе с крымскими татарами в списки на переселение попали турки, цыгане, караимы.

### Участники
Ответственные за проведение выселения:
- по Симферопольскому сельскому — полковник Каменев
- по Биюк-Онларскому — подполковник Голышев
- по Зуйскому — майор Машевец
- по Карасубазарскому — полковник Калинин

## Депортация армян, болгар и греков
2 июня 1944 г. И. В. Сталиным было подписано постановление ГКО № 5984. 

«…дополнительно к выселению по постановлению ГКО № 5859сс от 11 мая 1944 г. крымских татар выселить с территории Крымской АССР 37 тыс. чел. немецких пособников из числа болгар, греков и армян», которых «направить для расселения в сельском хозяйстве, в подсобных хозяйствах и на промышленных предприятиях следующих областей и республик: Гурьевская обл. Казахской ССР — 7000 чел., Свердловская обл. — 10 000 чел., Молотовская обл. — 10 000 чел., Кемеровская обл. — 6000 чел., Башкирская АССР — 4000 чел.»
 Операция по выселению болгар, греков, армян, проводилась в один день, 27 июня 1944 года.
Согласно докладной записке И. А. Серову, по состоянию на 4 июня 1944 г, по Евпаторийскому и Джанкойскому «оперсекторам», подлежащих выселению:
- армян — 2 837 чел.
- болгар — 2 740 чел.
- греков — 2 131 чел.

Всего в течение мая–июня 1944 г. из Крыма были депортированы греков – 15 040, болгар – 12422, армян – 9 620. Их направили в Башкирскую и Марийскую АССР, Кемеровскую, Молотовскую, Свердловскую, Кировскую область (РСФСР), а также в Гурьевскую область Казахстана.
Расселение крымских греков-спецпереселенцев в 1944 году по районам СССР.
| Регион                         | Количество греков         |
| Узбекская ССР                  | 3500 (греческо-подданных) |
| Казахская ССР                  | 1300                      |
| Таджикская ССР                 | 200                       |
| Киргизская ССР                 | 40                        |
| Российская Федерация, в т. ч.: | 10000                     |
| Свердловская область           | 3500                      |
| Молотовская область            | 2000                      |
| Башкирская АССР                | 2900                      |
| Кемеровская область            | 1400                      |
| Другие области и республики    | 200                       |

## Депортация представителей других народов
Согласно постановленю ГКО от 24 июня 1944 г. No 6100сс, были депортированы «жители Крыма турецкого, греческого и иранского подданства», имевшие на руках «просроченные зарубежные паспорта».
Во время оккупации нацисты массово уничтожали еврейское и цыганское население Крыма. Многие крымские цыгане, разговорным языком большинства которых был крымскотатарский, спасая свои жизни, стремились выдать себя за крымских татар. Почти все они были потом депортированы как крымские татары.
Вскоре после армян, болгар и греков из Крыма были высланы в Ферганскую область Узбекистана жители, имевшие на руках просроченные паспорта иностранных государств: граждане Греции, Турции и Ирана (всего 3531 человек). Также депортации подверглись несколько сот человек венгров, румын и итальянцев, а также около 2000 немцев, не выселенных в 1941 году. Всего летом 1944 года помимо армян, болгар и греков было депортировано 3644 человека.

## Условия при депортации
В постановлении ГКО от 2 июня 1944 г. (о   выселении из Крыма 37 тыс. болгар, греков и армян) предписывалось выделить для обеспечения питания в пути спецпереселенцев продовольствие «по норме No 1, из расчета суточной нормы на одного человека: хлеб – 500 граммов, мясо-рыба – 70 граммов, крупа – 60 граммов, жиры – 10 граммов».
Согласно Постановлению ГКО № 5859-сс, крымским татарам, а впоследствии и другим группам спецпереселенцев разрешалось взять с собой «личные вещи, одежду, бытовой инвентарь, посуду и продовольствие» в размере 1/2 тонны на семью. На перевозку столь большого количества личных вещей и продуктов выделено 250 грузовиков. Если семья имела продуктов больше, чем на 1/2 тонны, то имелась возможность сдать по описи «зерно, овощи и другие виды сельхозпродукции», а также личный скот. Принимали это имущество работники Наркоммясомолпрома, Наркомзага, Наркомзема и Наркомсовхоза СССР по «обменным квитанциям», где оно оценивалось в денежном выражении по госрасценкам, затем по месту прибытия перемещённым семьям выдавалось такое же имущество или по таким же госрасценкам на данную сумму денег можно было получить «муки, крупы и овощей». Выдача «обменных квитанций» представляла собой стандартную процедуру, применявшуюся в СССР при перемещении лиц в годы Отечественной войны для сокращения логистических издержек, эти документы подлежали строгому государственному учёту.
Некоторым членам смешанных семей, особенно при смене фамилии, удалось избежать депортации. Например, смогла вернуться в Крым в Карадагскую биостанцию из эвакуации будущий д.б.н.  З. А. Виноградова, в девичестве Аблямитова. При этом напротив, могли быть депортированы  и граждане СССР других национальностей состоящее в браке с депортированными и дети смешанных браков. Важную роль тут играл подход составителей списков НКВД на местах.
Советские партийно-хозяйственные деятели нижнего звена, партизаны, демобилизованные и комиссованные по ранению  из числа репрессированных народов находящиеся в Крыму переселялись на общих условиях. Вновь демобилизованным с фронта солдатам возвращение в Крым при этом запрещалось, как и эвакуированным из Крыма в 1941-1942 годах специалистам и членам их семей, однако следование в районы спецпоселения обязательным не было. Большая часть демобилизованных вернулась к семьям, часть расселилось в других районах СССР. Руководители среднего звена посылались в места депортации служебными распоряжениями. Они частично смогли вернуться в Крым после ходатайств однополчан ранее официальных сроков снятия ограничений после рассмотрения дел в индивидуальном порядке. Например, грек по национальности М. А. Македонский, в будущем Герой Социалистического Труда, смог вернуться в Крым уже осенью 1944 года на должность директора совхоза, а наоборот, большинство партийных руководителей КПСС среднего звена из числа крымских татар вернулись в Крым в 1990 годы в преклонном возрасте. При этом понижений и партийных взысканий, отметок в личные дела они при депортации как правило не получали и возглавляли партийно-хозяйственные органы в местах спецпоселений.

## Снятие ограничений
Указом Президиума Верховного Совета СССР от 27 марта 1956 года было принято решение о снятии ограничений в правовом положении с греков, болгар, армян и членов их семей, находящихся на спецпоселении, что подразумевало только снятие административного надзора и возможность покинуть спецпоселение, при этом конфискованное имущество возвращению не подлежало, а возвращение в Крымскую область было запрещено.
5 сентября 1967 тот же орган, указом о гражданах татарской национальности, проживавших в Крыму, постановил отменить соответствующие решения государственных органов в части, содержавшей огульные обвинения в отношении граждан татарской национальности, проживавших в Крыму. При этом обвинения с других народов сняты не были.

## Последствия для Крыма
В первое время после выселения крымских татар среди оставшегося населения Крыма были распространены панические настроения. Многие боялись, что вскоре депортируют и всех остальных. Особенно усилились эти настроения после депортации в июне 1944 года крымских армян, болгар и греков. Из протокола прошедшего 14 июня 1944 года пленума Крымского обкомка ВКП(б)
Много таких разговоров: «Вот татар вывезли и нас будут вывозить». И даже сухари сушат...
В результате войны, оккупации и депортации население Крыма уменьшилось втрое. В октябре 1944 года в Крыму насчитывалось 379 тыс. жителей против 1 126 426 в 1939 году (более 135 тыс. жителей Крыма были уничтожены оккупантами, в т.ч. подавляющее большинство крымских евреев и значительная часть цыган, кроме того 85,5 тыс. крымчан были угнаны на принудительные работы в Германию; также на уменьшении численности населения Крыма сказалась дополнительная мобилизация призывных контингентов после освобождения Крыма). Некоторые районы (горы и Южный берег Крыма, населённые до того в основном крымскими татарами) остались практически без населения. По сообщению ответственного организатора ЦК ВКП(б) по Крымской области в ЦК ВКП(б), «после выселения татар, в некоторых районах, особенно южных, населения почти не осталось. В Куйбышевском районе осталось всего населения 672 чел., Алуштинском — 2637, Судакском — 3380, Балаклавском — 2233. Аналогичное положение с населением в Карасубазарском, Бахчисарайском, Ялтинском районах». Несмотря на активную кампанию по заселению Крыма переселенцами из России и с Украины, хозяйство полуострова смогло оправиться только к 1960-м годам.
После депортаций в Крыму двумя указами от 1945 и 1948 годов были переименованы населённые пункты, названия которых имели крымскотатарское, немецкое, греческое, армянское происхождение (всего более 90 % населённых пунктов полуострова).
Вскоре после депортации, Крымская АССР в 1945 году была преобразована в Крымскую область. Автономный статус Крыма был восстановлен лишь в 1991 году.
В 2015 году было начато строительство мемориального комплекса «Путь возрождения народов Крыма» в посёлке Сирень Бахчисарайского района.